# الوحلية الكبيرة
الوحلية الكبيرة هي إحدى القرى التابعة لمركز البلينا بمحافظة سوهاج في جمهورية مصر العربية. حسب إحصاءات سنة 2006، بلغ إجمالي السكان في الوحلية الكبيرة نسمة، منهم 7429 رجل، و7228 امرأة.
وهي تضم العديد من العائلات وهي قرية جميع عائلتها من قبيلة الهوارة ganeb 